# Richard Blake
Richard Blake (24 de enero de 1983) es un actor estadounidense. Nació en Kenosha, Wisconsin, Estados Unidos, su nombre original es Richard Wayne Blake. Es conocido por haber intervenido en la serie Everwood y en Dragonball Evolution interpretando a Agundas.

## Carrera
Richard Blake ha trabajado en Everwood, Hot Properties y Passions. Él puede ser visto recientemente en Days of our lives, también en Orden Side of Life, y en la película de Universal Pictures Accepted. Originario de Chicago, adquirido experiencia sobre el escenario en producciones, tanto en The Steppenwolf como en el teatro The Goodman. Él ha participado en la producción de 20th Century Fox, Dragonball Evolution una adaptación de Dragon Ball, interpretando a Agundas. Fue estrenada el 10 de abril de 2009. Él está estudiando en estos momentos con Howard Fine en el Estudio de Actores de Hollywood, CA.

## Filmografía
| Año  | Película                     | Personaje             | Notas               |
| ---- | ---------------------------- | --------------------- | ------------------- |
| 2000 | Crush                        | Jason Hewitt          |                     |
| 2001 | Boys to men                  | Jason Hewitt          | Secuela de Crush    |
| 2003 | Everwood                     | Rick Walzak           | Serie de televisión |
| 2004 | Passions                     | Viejo "Pequeño Ethan" | Serie de televisión |
| 2005 | Days of our lives            | Private Jones         | Serie de televisión |
| 2005 | Hot Properties               | Dylan                 | Serie de televisión |
| 2005 | Who Wants to Be a Superhero? | El Protector          | Serie de televisión |
| 2006 | Still                        | John Bennet           |                     |
| 2006 | Accepted                     | Frat Boy              |                     |
| 2007 | Side Order of Life           | Camarero              | Serie de televisión |
| 2009 | Dragonball Evolution         | Agundas               |                     |